# Basto
Basto, właśc. Jef Martens (ur. 8 stycznia 1975 w Hoogstraten) – belgijski DJ i producent muzyczny. Jego głównymi gatunkami są progressive house oraz electro house.
Karierę rozpoczął w 2005 roku, a największy rozgłos zyskał piosenkami: Gregory’s Theme oraz Again and Again z 2011 roku, Hold You z 2015 roku oraz Zabiorę nas z 2016 roku. Na koncie ma współpracę z takimi artystami, jak Yves V, Cleo czy will.i.am.

## Dyskografia

### Single
- 2005: „Rock With You”
- 2007: „Another Place”
- 2008: „On My Own”
- 2008: „Savior”
- 2009: „Out There”
- 2009: „Wait For Me”
- 2010: „Your Fire”
- 2010: „When Love Calls”
- 2010: „Spacecake”
- 2011: „Gregory’s Theme (Live Tonight)”
- 2011: „Again and Again”
- 2012: „Cloudbreaker”
- 2012: „Maverick” (jako Lazy Jay)
- 2012: „I Rave You”
- 2012: „Bonny”
- 2012: „Stormchaser”
- 2013: „Dance With Me”
- 2014: „Keep On Rocking”
- 2015: „Hold You”
- 2016: "Zabiorę nas" (z Cleo)
- 2016: "Unicorn" (gościnnie: Natasha Bedingfield)
- 2020: ''Soleo'' (z Sam Feldt)